# Кузовкин, Роман Николаевич
Роман Николаевич Кузовкин (19 октября 1994, Липецк) — российский футболист, полузащитник.

## Биография
Воспитанник липецкой СДЮСШОР «Металлург», затем обучался в Академия московского «Спартака»; в сезоне-2012/13 был заявлен за молодёжный клуб. В августе 2013 перешёл в команду премьер-лиги «Волга» Нижний Новгород. Единственный матч провёл 30 октября в 1/16 финала Кубка России против «СКА-Энергии» (0:2), выйдя на замену на 16-й минуте. Сыграл 15 матчей в молодёжном первенстве, забил два гола — дубль в ворота «Амкара». В феврале 2014 перешёл в клуб первенства ПФЛ «Металлург» Липецк, за который провёл три игры, выходя в конце матчей. После окончания сезона остался без контракта и в марте 2015 года заключил соглашение с клубом высшей лиги Белоруссии «Славия» Мозырь. Дебютировал 10 августа в гостевой игре против солигорского «Шахтёра» (1:6) — вышел на замену после перерыва и на 83-й минуте при счёте 0:5 забил гол. Провёл ещё два матча, в обоих выходил на замену во втором тайме. Первыю половину 2016 года провёл в любительском ФШМ «Торпедо». Сезон 2016/17 отыграл в ПФЛ за «Динамо» Брянск, затем перешёл в любительский «Росич». В 2019 году — в команде Ландеслиги Шлезвиг-Гольштейн (D6) «Феникс» Кисдорф. В 2020 году выступал за дюбительский клуб «Кубань Холдинг» в чемпионате Краснодарского края.
Игрок ЛФЛ 8х8.